# Notre-Dame de Bon Repos

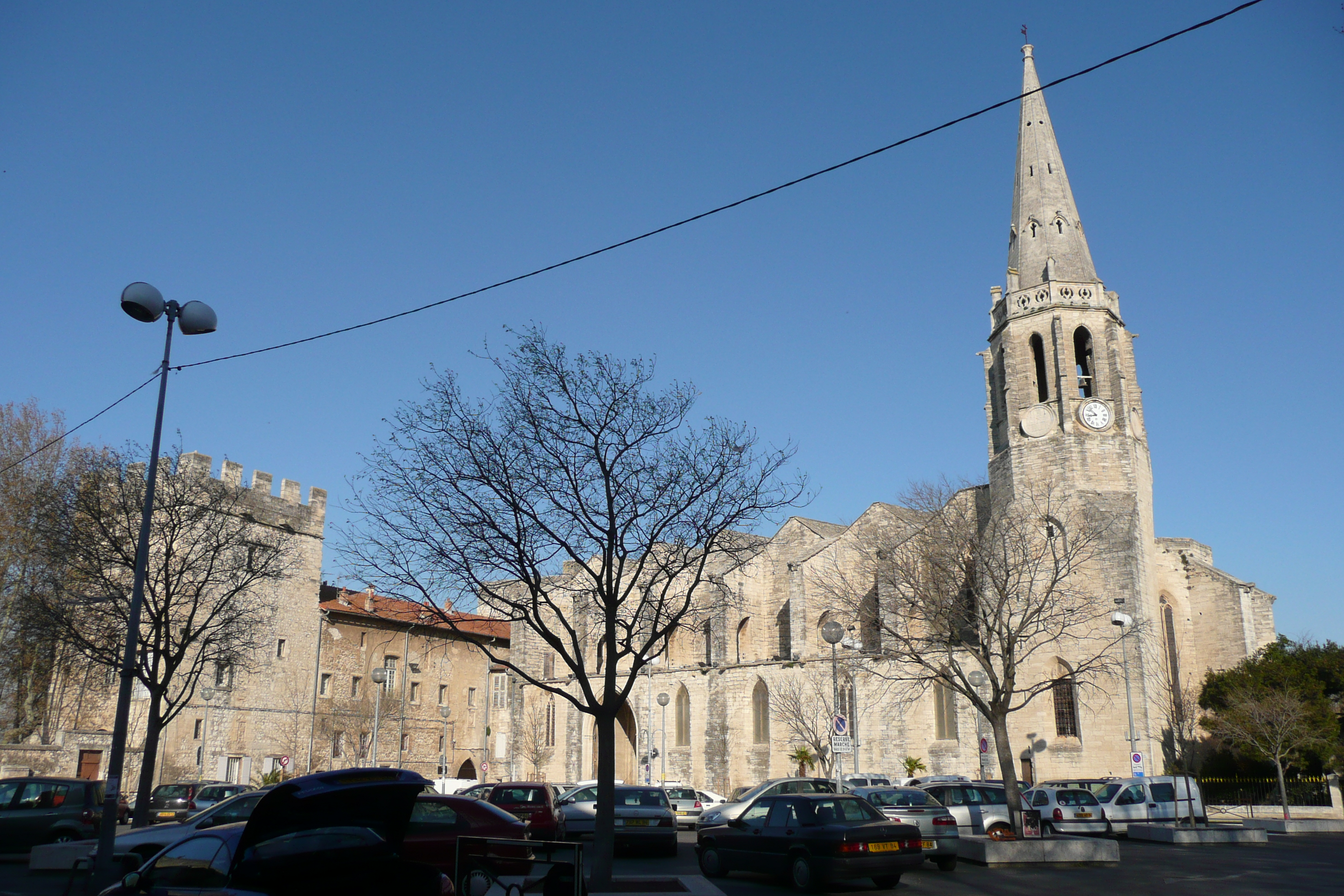
Notre-Dame de Bon Repos kerk (Avignon) met toren en voormalige kloostertuin, thans dorpsplein

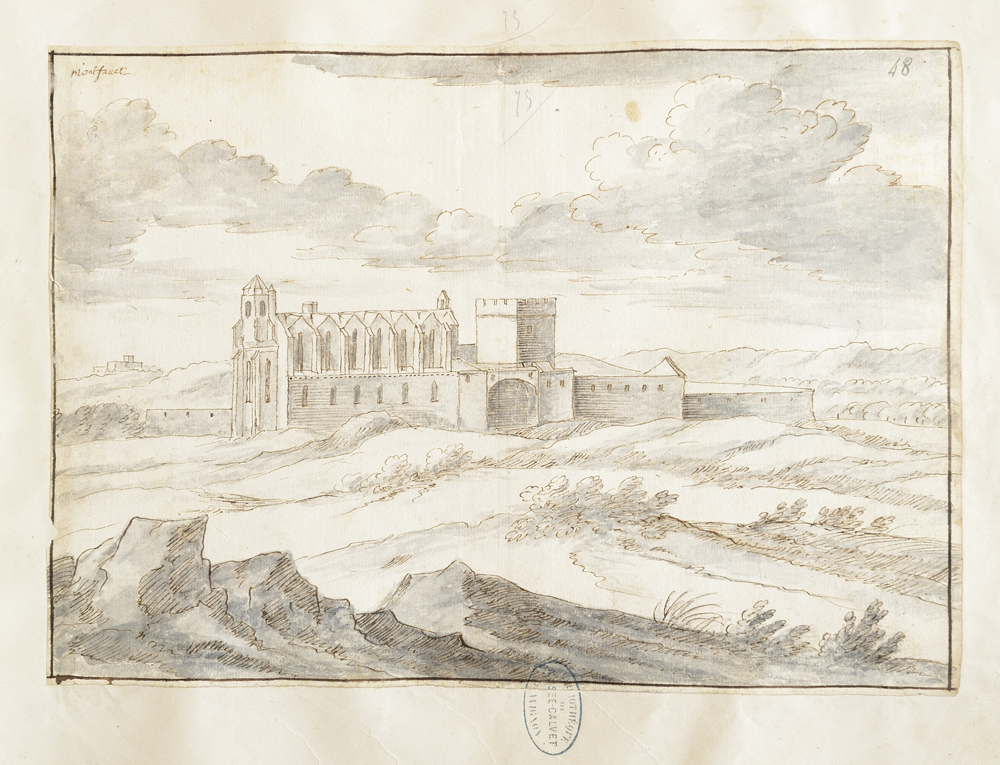
Voormalig complex Notre-Dame de Bon Repos (17e eeuw)

Notre-Dame de Bon Repos (14e eeuw) is een complex van een voormalig klooster, paleis voor kardinalen en kloosterkerk. Elk van deze gebouwen draagt de naam Notre-Dame de Bon Repos wat in het Nederlands betekent: Onze-Lieve-Vrouw van Goede Rust. 
Het complex is gelegen in Montfavet, een wijk van de stad Avignon, in het Franse departement Vaucluse. 

## Historiek
Tijdens de ballingschap der pausen in Avignon, kocht kardinaal Bertrand de Montfavès (1270-1342) een landgoed buiten de stadsmuren van Avignon. Dit gebeurde in het jaar 1341, een jaar voor de dood van de kardinaal. De kardinaal kocht het landgoed aan als verblijf doch wenste er ook een klooster te stichten waar zijn praalgraf moest komen. Hij zou de naam gegeven hebben van Notre-Dame de Bon Repos, alhoewel zijn eigennaam in zwang raakte voor het landgoed, en later voor deze wijk van Avignon. De kardinaal werd begraven onder een steen want de bouw van de kloosterkerk was nog niet gestart (1342). 
Het klooster werd uitgebouwd met een ruime residentie voor een kardinaal, een kapittelzaal, kloosterpand, kerk en een grote kloostertuin. Ook werd het landgoed versterkt met een omwalling en torens. Meerdere kloosterordes bevolkten achtereenvolgens het klooster van Notre-Dame de Bon Repos. De laatste orde was deze van de Kapucijnen tijdens de 18e eeuw. Een hoogaltaar in barokstijl werd geplaatst voor het Middeleeuwse altaar waar kardinaal de Montfavès begraven lag. Dit hoogaltaar werd gerecupereerd van afbraakwerken in de Sint-Pietersbasiliek van Avignon. Aan de westkant van de kerk bevond zich in de Middeleeuwen een doorkijkvenster; de zieke kloosterlingen konden er de kerkdienst volgen. Dit werd dichtgemetseld.
Na de Franse Revolutie werd het klooster afgeschaft en de omwalling afgesmeten. De kloostertuin werd het dorpsplein van Montfavet. De kerk van Notre-Dame de Bon Repos werd een parochiekerk.
Het geheel van voormalig klooster, paleisruïne en kerkgebouw werd erkend als monument historique van Frankrijk (2017). Voor het barokke hoogaltaar geldt een apart beschermingsstatuut.